# Atletisme als Jocs Olímpics d'Estiu de 1904 - 100 metres homes
Els 100 metres masculins va ser una de les proves d'atletisme disputades durant els Jocs Olímpics de Saint Louis de 1904. La prova es va córrer el 3 de setembre de 1904, prenent-hi part 11 atletes de tres nacions diferents.

## Medallistes
| Or          | Plata              | Bronze           |
| Archie Hahn | Nathaniel Cartmell | William Hogenson |

## Rècords
Aquests eren els rècords del món i olímpic (en segons) que hi havia abans de la celebració dels Jocs Olímpics de 1904.
| Rècord del Món | 10,8" (*) | Luther Cary           | París (FRA)          | 4 de juliol de 1891    |
| Rècord del Món | 10,8" (*) | Cecil Lee             | Brussel·les (BEL)    | 25 de setembre de 1892 |
| Rècord del Món | 10,8" (*) | Étienne de Re         | Brussel·les (BEL)    | 4 d'agost de 1893      |
| Rècord del Món | 10,8" (*) | L. Atcherley          | Frankfurt/Main (GER) | 13 d'abril de 1895     |
| Rècord del Món | 10,8" (*) | Harry Beaton          | Rotterdam (NED)      | 28 d'agost de 1895     |
| Rècord del Món | 10,8" (*) | Harald Anderson-Arbin | Helsingborg (SWE)    | 9 d'agost de 1896      |
| Rècord del Món | 10,8" (*) | Isaac Westergren      | Gävle (SWE)          | 11 de setembre de 1898 |
| Rècord del Món | 10,8" (*) | Isaac Westergren      | Gävle (SWE)          | 10 de setembre de 1899 |
| Rècord del Món | 10,8" (*) | Frank Jarvis          | París (FRA)          | 14 de juliol de 1900   |
| Rècord del Món | 10,8" (*) | Walter Tewksbury      | París (FRA)          | 14 de juliol de 1900   |
| Rècord del Món | 10,8" (*) | Carl Ljung            | Estocolm (SWE)       | 23 de setembre de 1900 |
| Rècord del Món | 10,8" (*) | Walter Tewksbury      | Filadèlfia (USA)     | 6 d'octubre de 1900    |
| Rècord del Món | 10,8" (*) | André Passat          | Bordeus (FRA)        | 14 de juny de 1903     |
| Rècord del Món | 10,8" (*) | Louis Kuhn            | Bordeus (FRA)        | 14 de juny de 1903     |
| Rècord del Món | 10,8" (*) | Harald Grønfeldt      | Aarhus (DEN)         | 5 de juliol de 1903    |
| Rècord del Món | 10,8" (*) | Eric Frick            | Jönköping (SWE)      | 9 d'agost de 1903      |
| Rècord olímpic | 10,8"     | Frank Jarvis          | París (FRA)          | 14 de juliol de 1900   |
| Rècord olímpic | 10,8"     | Walter Tewksbury      | París (FRA)          | 14 de juliol de 1900   |

(*) no oficial

## Resultats

### Sèries
Els dos primers classificats de cada sèrie passa a la final.
Sèrie 1
| Posició | Atleta           | Temps      |
| ------- | ---------------- | ---------- |
| 1       | Archie Hahn      | 11,4"      |
| 2       | Lawson Robertson | desconegut |
| 3       | Béla Mező        | desconegut |

Sèrie 2
| Posició | Atleta             | Temps      |
| ------- | ------------------ | ---------- |
| 1       | William Hogenson   | 11,6"      |
| 2       | Frederick Heckwolf | desconegut |
| 3       | Bobby Kerr         | desconegut |
| 4       | Myer Prinstein     | desconegut |

Sèrie 3
| Posició | Atleta             | Temps      |
| ------- | ------------------ | ---------- |
| 1       | Nathaniel Cartmell | 11,4"      |
| 2       | Fay Moulton        | desconegut |
| 3       | Clyde Blair        | desconegut |
| 4       | Frank Castleman    | desconegut |

### Final
| Posició | Atleta             | Temps      |
| ------- | ------------------ | ---------- |
| Or      | Archie Hahn        | 11,0"      |
| Plata   | Nathaniel Cartmell | 11,2"      |
| Bronze  | William Hogenson   | 11,2"      |
| 4       | Fay Moulton        | desconegut |
| 5       | Frederick Heckwolf | desconegut |
| 6       | Lawson Robertson   | desconegut |